# جغرافیای فیجی

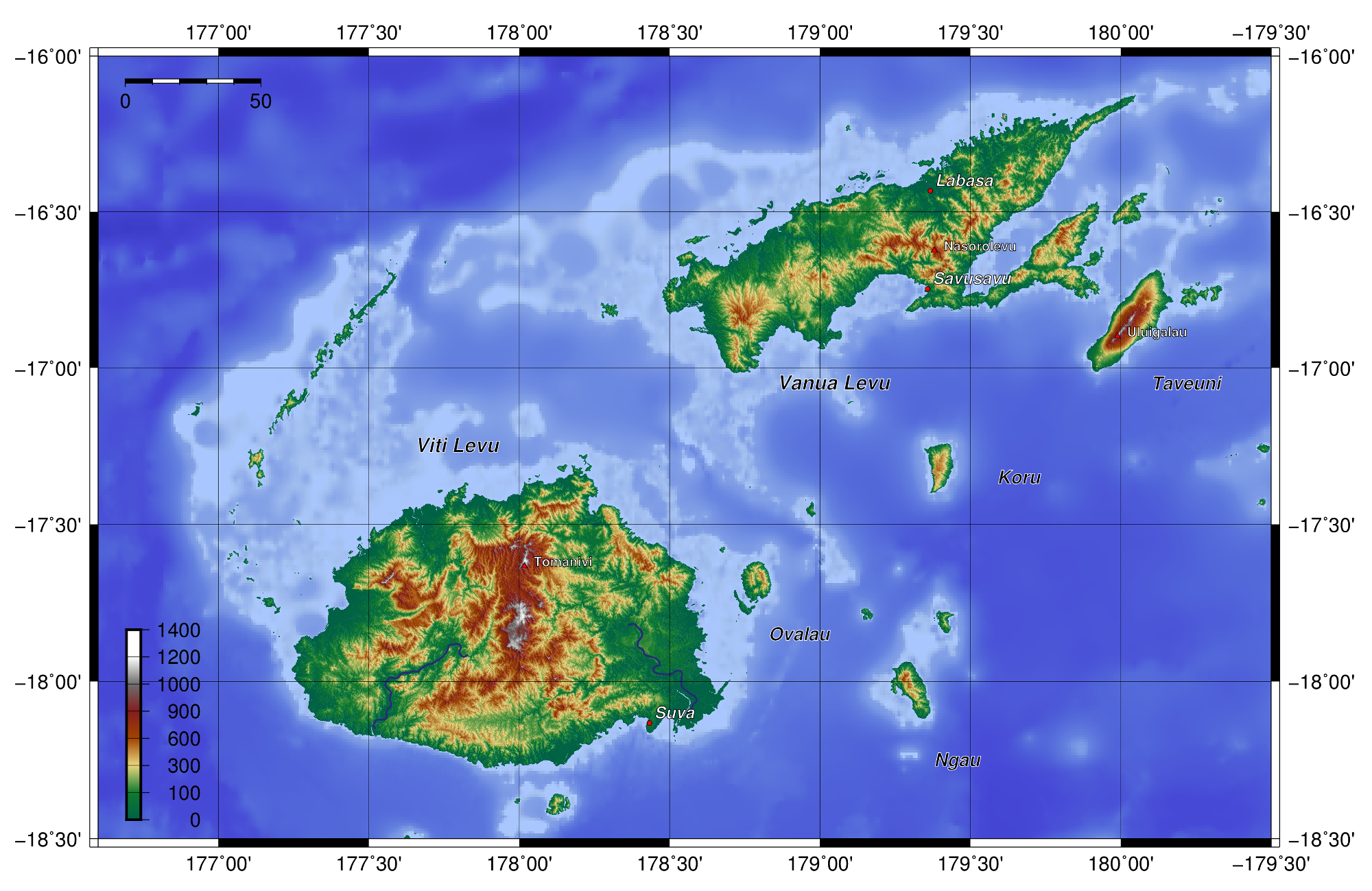
نقشه ناهمواری‌های فیجی.

فیجی گروهی از جزایر آتشفشانی در اقیانوس آرام جنوبی است که در حدود ۴٬۴۵۰ کیلومتری جنوب غرب هونولولو و ۱٬۷۷۰ کیلومتری شمال نیوزیلند واقع شده‌است. از ۳۳۲ جزیره بزرگ‌تر و ۵۲۲ جزیره کوچک که مجمع‌الجزایر فیجی را تشکیل می‌دهند، حدود ۱۰۶ جزیره به‌طور دائمی مسکونی‌اند.
کل مساحت خشکی کشور ۱۸۲۷۲ کیلومتر مربع است. این کشور در رتبه 26 منطقه ویژه اقتصادی بزرگ در جهان با ۱٬۲۸۲٬۹۷۸ کیلومتر مربع مساحت است. ویتی لوو، بزرگترین جزیره کشور، حدود ۵۷ درصد از مساحت فیجی را در بر می‌گیرد. این جزیره میزبان دو شهر رسمی (پایتخت کشور: سووا، و لاوتوکا) و بیشتر شهرهای بزرگ دیگر مانند ناسوری، وایلاکا، با، تاووئا، کروروو، ناسینو و نادی (محل فرودگاه بین‌المللی)، و شامل حدود ۶۹٪ از جمعیت است.
وانوآ لوو، در ۶۴ کیلومتری شمال ویتی لوو، بیش از ۳۰٪ مساحت خشکی کشور را در بر می‌گیرد، اما تنها ۱۵٪ از جمعیت را در خود جای داده‌است. شهرهای اصلی آن لاباسا و ساووساوو هستند. در شمال شرقی آن خلیج ناتوا است که باعث تشکیل شبه‌جزیره لوآ شده‌است.
هر دوی این جزیره‌های اصلی فیجی کوهستانی هستند و با شیبی سریع از ساحل تا ارتفاع ۱٫۳۰۰ متر بالا می‌روند و با جنگل‌های گرمسیری پوشانده شده‌اند. باران‌های سنگین (حداکثر ۳۰۴ سانتی‌متر در سال) در سمت بادگیر (جنوب شرقی) می‌بارد و این بخش از جزایر را با جنگل متراکم گرمسیری می‌پوشاند. مناطق پست در قسمت‌های غربی هر یک از جزایر اصلی در کنار کوه‌ها پناه گرفته‌اند و دارای یک فصل خشک مشخص و مناسب برای محصولاتی مانند نیشکر هستند.
جزایر دیگر و گروه‌های جزیره‌ای، که فقط ۱۲٫۵٪ از مساحت خشکی کشور را پوشش می‌دهند و حدود ۱۶٪ از جمعیت را در خود جای داده‌اند، شامل تاوئونی در جنوب شرق وانوآ لوو و جزیره کاداوو، در جنوب ویتی لوو، گروه مامانوکا (نزدیک به نادی) و گروه یاساوا (در شمال مامانوکا) که از مناطق محبوب گردشگری هستند، گروه لومای‌ویتی (نزدیک سووا) به همراه لووکا، پایتخت سابق و تنها شهر بزرگ در هر جزایر کوچک‌تر، واقع در جزیره اوالائو، و گروه دورافتاده لائو بر روی دریای کورو در سمت شرق در نزدیکی تونگا است، که با تونگا به‌وسیله تنگه لاکبا جدا می‌شود.
دو منطقه دورافتاده کشور عبارتند از روتوما در ۴۰۰ کیلومتری به سمت شمال، و آب‌سنگ مرجانی غیرمسکونی و جزیرک سوا-ای-را یا آب‌سنگ کانوی که در ۴۵۰ کیلومتری جنوب غرب خاک اصلی فیجی قرار دارد. روتوما با ۲ هزار نفر جمعیت و ۴۴ کیلومتر مربع مساحت از نظر فرهنگی محافظه‌کار و از لحاظ جغرافیایی متعلق به پلی‌نزی است، و در فیجی از یک خودمختاری نسبی برخوردار است.
بیش از نیمی از جمعیت فیجی در امتداد خط ساحلی جزیره‌ها، چه در سووا و چه در مراکز شهری کوچک‌تر، زندگی می‌کنند. داخله کشور به دلیل زمین‌های خشن آن جمعیت بسیار کمی دارد.